# Hypena corticia
Hypena corticia är en fjärilsart som beskrevs av Rothschild 1920. Hypena corticia ingår i släktet Hypena och familjen nattflyn. Inga underarter finns listade i Catalogue of Life.